# Hartmann-hegyizebra
A Hartmann-hegyizebra (Equus zebra hartmannae) az emlősök (Mammalia) osztályának páratlanujjú patások (Perissodactyla) rendjébe, ezen belül a lófélék (Equidae) családjába tartozó hegyi zebra (Equus zebra) egyik alfaja.

## Tudnivalók
A Hartmann-hegyizebra a hegyi zebrának a nyugat-namíbiai és délnyugat-angolai alfaja, illetve állománya.
Korábban ezt az alfajt megkísérelték önálló faji szintre emelni, azonban a további genetikai vizsgálatok nem erősítették meg a különválását.
A Hartmann-hegyizebra 7-12 fős csapatokban él, és a száraz hegyvidéki élőhelyeket választja otthonának.